# Fléré-la-Rivière
Fléré-la-Rivière település Franciaországban, Indre megyében. Lakosainak száma 549 fő (2022. január 1.). Fléré-la-Rivière Châtillon-sur-Indre, Cléré-du-Bois, Saint-Cyran-du-Jambot, Bridoré, Saint-Flovier, Saint-Hippolyte és Verneuil-sur-Indre községekkel határos.

## Népesség
A település népességének változása:
| Lakosok száma | 630  | 595  | 628  | 582  | 571  | 558  | 552  | 536  | 537  | 549  |
|               | 1968 | 1982 | 1990 | 2006 | 2013 | 2015 | 2017 | 2019 | 2020 | 2022 |